# Peltosticta yonkei
Peltosticta yonkei är en insektsart som beskrevs av Albino Morimasa Sakakibara 1976. Peltosticta yonkei ingår i släktet Peltosticta och familjen hornstritar. Inga underarter finns listade i Catalogue of Life.